# Uruguay ai Giochi della XXVIII Olimpiade
L'Uruguay partecipò ai Giochi della XXVIII Olimpiade, svoltisi ad Atene, Grecia, dal 13 al 29 agosto 2004, con una delegazione di 15 atleti impegnati in sei discipline.

## Delegazione
| Sport            | Uomini | Donne | Totale |
| ---------------- | ------ | ----- | ------ |
| Atletica leggera | 2      | 1     | 3      |
| Canoa/kayak      | 1      | -     | 1      |
| Canottaggio      | 3      | -     | 3      |
| Ciclismo         | 2      | -     | 2      |
| Nuoto            | 3      | 1     | 4      |
| Vela             | 2      | -     | 2      |
| Totale           | 13     | 2     | 15     |

## Risultati

### Atletica leggera
| Q | Qualificato al turno successivo per la Classifica in qualificazione                                                          |
| q | Qualificato per il turno successivo per ripescaggio o, negli eventi su campo, conquistando la misura minima per qualificarsi |

Maschile
Eventi su pista e strada
| Atleta       | Evento      | Batteria  | Batteria   | Quarti di finale | Quarti di finale | Semifinale      | Semifinale      | Finale          | Finale          |
| Atleta       | Evento      | Risultato | Classifica | Risultato        | Classifica       | Risultato       | Classifica      | Risultato       | Classifica      |
| ------------ | ----------- | --------- | ---------- | ---------------- | ---------------- | --------------- | --------------- | --------------- | --------------- |
| Heber Viera  | 200 m piani | 20"94     | 5º         | non qualificato  | non qualificato  | non qualificato | non qualificato | non qualificato | non qualificato |
| Andrés Silva | 400 m piani | 46"48     | 6º         | N.D.             | N.D.             | non qualificato | non qualificato | non qualificato | non qualificato |

Maschile
Eventi su pista e strada
| Atleta       | Evento       | Batteria  | Batteria   | Semifinale      | Semifinale      | Finale          | Finale          |
| Atleta       | Evento       | Risultato | Classifica | Risultato       | Classifica      | Risultato       | Classifica      |
| ------------ | ------------ | --------- | ---------- | --------------- | --------------- | --------------- | --------------- |
| Elena Guerra | 1500 m piani | 4'35"31   | 14ª        | non qualificata | non qualificata | non qualificata | non qualificata |

### Canoa/kayak
Sprint
| Atleta        | Evento    | Batterie | Batterie | Semifinali | Semifinali | Finale          | Finale          |
| Atleta        | Evento    | Tempo    | Pos.     | Tempo      | Pos.       | Tempo           | Pos.            |
| ------------- | --------- | -------- | -------- | ---------- | ---------- | --------------- | --------------- |
| Darwin Correa | C1 500 m  | 2'02"014 | 7º q     | 1'58"727   | 7º         | non qualificato | non qualificato |
| Darwin Correa | C1 1000 m | 4'27"115 | 6º q     | 4'22"096   | 7º         | non qualificato | non qualificato |

### Canottaggio
Maschile
| Atleta                       | Evento                   | Batteria  | Batteria   | Ripescaggio | Ripescaggio | Semifinali | Semifinali | Finale    | Finale     |
| Atleta                       | Evento                   | Risultato | Classifica | Risultato   | Classifica  | Risultato  | Classifica | Risultato | Classifica |
| ---------------------------- | ------------------------ | --------- | ---------- | ----------- | ----------- | ---------- | ---------- | --------- | ---------- |
| Leandro Salvagno             | Singolo                  | 7'43"91   | 5º R       | 7'02"68     | 4º SD/E     | 7'24"41    | 6º FD      | 7'01"33   | 20º        |
| Rodolfo Collazo Joe Reboledo | 2 di coppia pesi leggeri | 6'29"20   | 5º R       | 6'30"23     | 3º SC/D     | 6'29"39    | 3º FC      | 7'03"72   | 18º        |

### Ciclismo

#### Ciclismo su pista
Maschile
| Atleta                        | Evento        | Punti | Giri | Classifica |
| ----------------------------- | ------------- | ----- | ---- | ---------- |
| Milton Wynants                | Corsa a punti | 46    | 0    | 9º         |
| Tomás Margalef Milton Wynants | Americana     | 3     | −1   | 10ª        |

### Nuoto
Maschile
| Atleta          | Evento             | Batteria  | Batteria   | Semifinale      | Semifinale      | Finale          | Finale          |
| Atleta          | Evento             | Risultato | Classifica | Risultato       | Classifica      | Risultato       | Classifica      |
| --------------- | ------------------ | --------- | ---------- | --------------- | --------------- | --------------- | --------------- |
| José Mafio      | 50 m stile libero  | 23"58     | 50º        | non qualificato | non qualificato | non qualificato | non qualificato |
| Paul Kutscher   | 100 m stile libero | 51"45     | 41º        | non qualificato | non qualificato | non qualificato | non qualificato |
| Martín Kutscher | 200 m stile libero | 1'53"91   | 45º        | non qualificato | non qualificato | non qualificato | non qualificato |
| Martín Kutscher | 400 m stile libero | 4'03"21   | 39º        | N.D.            | N.D.            | non qualificato | non qualificato |

Femminile
| Atleta            | Evento      | Batteria  | Batteria   | Semifinale      | Semifinale      | Finale          | Finale          |
| Atleta            | Evento      | Risultato | Classifica | Risultato       | Classifica      | Risultato       | Classifica      |
| ----------------- | ----------- | --------- | ---------- | --------------- | --------------- | --------------- | --------------- |
| Serrana Fernández | 100 m dorso | 1'05"51   | 35ª        | non qualificata | non qualificata | non qualificata | non qualificata |

### Vela
Maschile
| Atleta       | Evento  | Regata | Regata | Regata | Regata | Regata | Regata | Regata | Regata | Regata | Regata | Regata | Punteggio netto | Classifica finale |
| Atleta       | Evento  | 1      | 2      | 3      | 4      | 5      | 6      | 7      | 8      | 9      | 10     | M*     | Punteggio netto | Classifica finale |
| ------------ | ------- | ------ | ------ | ------ | ------ | ------ | ------ | ------ | ------ | ------ | ------ | ------ | --------------- | ----------------- |
| Ángel Segura | Mistral | 30     | 33     | 31     | 31     | 29     | 28     | 31     | 25     | 31     | 29     | 20     | 294             | 32º               |

Misti
| Atleta           | Evento | Regata | Regata | Regata | Regata | Regata | Regata | Regata | Regata | Regata | Regata | Regata | Punteggio netto | Classifica finale |
| Atleta           | Evento | 1      | 2      | 3      | 4      | 5      | 6      | 7      | 8      | 9      | 10     | M*     | Punteggio netto | Classifica finale |
| ---------------- | ------ | ------ | ------ | ------ | ------ | ------ | ------ | ------ | ------ | ------ | ------ | ------ | --------------- | ----------------- |
| Alejandro Foglia | Laser  | 26     | 31     | 17     | 33     | 23     | 23     | 35     | 29     | 32     | 34     | 29     | 277             | 34º               |